# یک مشت دروغ
یک مشت دروغ یا مجموعه دروغ‌ها (به انگلیسی: Body of Lies) یک فیلم آمریکائیست که بر اساس رمانی به همین نام توسط دیوید ایگناتیوس نگاشته شده‌است. این فیلم در ارتباط با تروریسم ساخته شده‌است و موضوع فیلم نسبت به رمان دارای اضافاتی است. این فیلم، داستان یک مأمور سی‌آی‌ای به‌نام راجر فریس است که در جستجوی یافتن یکی از سران القاعده راهی اردن می‌شود.
کارگردان این فیلم ریدلی اسکات است و بازیگرانی چون لئوناردو دی‌کاپریو و راسل کرو در آن بازی کرده‌اند. فیلم به‌علت خشونت زیاد و برخی صحنه‌های شکنجه درجهٔ R گرفته‌است. شعار فیلم (Tagline) "به هیچ‌کس اطمینان نکن، همه را فریب بده" است.

## بازیگران
- لئوناردو دی‌کاپریو در نقش راجر فریس، مأمور سی‌آی‌ای که به اردن فرستاده می‌شود. دی‌کاپریو برای بازی در فیلم تمایل زیادی داشت، چون آن را در راستای فیلم‌هایی چون سه روز کندر (۱۹۷۵) و اختلاف منظر (۱۹۷۴) می‌دید.
- راسل کرو در نقش اد هافمن، که با فریس همکاری می‌کند. کرو برای بازی در این فیلم و تناسب نقش با ویژگی‌های شخصی‌اش ۱۵ کیلوگرم (۳۰ پوند) وزن کم کرد.[۷]
- مارک استرانگ در نقش رئیس حفاظت اطلاعات اردن ایفای نقش می‌کند. وی بازی در این فیلم را به‌خاطر بازی خوبش در سیریانا و الیور توئیست به دست آورد.
- گلشیفته فراهانی، در فیلم نقش پرستاری به نام «عایشه» را بازی می‌کند. او در تیزر فیلم بدون حجاب دیده می‌شود[۸] گرچه سعی شده‌است حضور وی در فیلم بر طبق موازین حقوقی ایران بوده باشد.[۵] در حالیکه گلشیفته فراهانی قصد داشت تا برای بررسی پیشنهاد دیگری از سینمای هالیوود، ایران را ترک کند، با حکم ممانعت خروج از کشور روبرو شد.[۹][۱۰] نخستین پوستر رسمی فیلم «یک مشت دروغ» که از سوی کمپانی برادران وارنر منتشر شد، نام گلشیفته فراهانی در فهرست بازیگران فیلم در مقام چهارم و به‌عنوان نخستین بازیگر زن فیلم به چشم می‌خورد. لئوناردو دی‌کاپریو، راسل کرو و مارک استرانگ، بازیگرانی هستند که نام‌هایشان پیش از فراهانی در پوستر فیلم قرار دارد.[۱۱]

## حاشیه‌ها
- گلشیفته فراهانی در پی بازی در این فیلم، وقتی که می‌خواست روز سه‌شنبه ۲۹ مرداد ۱۳۸۷ ایران را برای بررسی پیشنهاد دیگری برای بازی در فیلمی آمریکایی ترک کند، ممنوع‌الخروج شد و موفق به ترک کشور نشد.[۱۰][۱۲]
- علی‌رغم اخبار مختلف دربارهٔ ممنوع‌الخروج بودن «گلشیفته فراهانی»، وی به آمریکا سفر کرد و ممنوع‌الخروج بودن او تکذیب شد.[۱۳]
- فراهانی در روز افتتاحیه نمایش فیلم، به روزنامه آمریکایی «دیلی نیوز» گفت: «مشکلات زیادی را به خاطر این فیلم متحمل شده‌ام.» وی ادامه داد: «مقامات ایرانی گذرنامه مرا گرفتند. مقامات امنیتی چندین بار از من بازجویی کردند و نهایتاً دادگاه گفت که باید فیلم را ببینیم و بعد از آن تصمیم بگیریم که با تو چه باید بکنیم.»[۱۴]
- به گزارش ایرنا، در واکنش به حضور هنرپیشگان ایرانی در تولیدات سینمای جهان، محمدحسین صفار هرندی وزیر فرهنگ و ارشاد اسلامی، که در برنامه " نگاه یک " سیمای جمهوری اسلامی ایران شرکت کرده بود، در پاسخ به سؤال خبرنگار این برنامه که پرسید: " هنرپیشه‌هایی که با سینمای هالیوود همکاری می‌کنند آیا امکان فعالیت در سینمای ایران را هم می‌توانند داشته باشند؟" گفت: قیدی که در کار ما حاکم است، این است که از مرزهای قانونی کسی پا را فرا نگذارد اما اگر کسی قانون را زیر پا بگذارد خودبه‌خود او هم زیرپا گذاشته خواهد شد.[۱۵] وی پیش از این نیز در واکنش به این قبیل اخبار، خواهان جلوگیری از کارهای به گفته او، ضربه زننده به عرصه فرهنگ و هنر شده بود. برخی از فیلمسازان و دست‌اندرکاران سینمای ایران از این سخن وزیر به‌شدت انتقاد کردند.[۱۶]
- چون حوادث قسمتی از فیلم در خاورمیانه می‌گذرد بخش‌هایی از فیلم باید در دبی فیلم‌برداری می‌شد اما شورای ملی رسانه‌ای امارات متحده عربی اجازه فیلم‌برداری به اسکات نداد؛ پس بخش‌هایی از فیلم در مراکش فیلم‌برداری شدند.

## اکران
این فیلم در بخش خارج از رقابت جشنواره شصت و پنجم ونیز در ماه سپتامبر ۲۰۰۸ به‌نمایش درآمد. این فیلم در ۱۰ اکتبر ۲۰۰۸ برابر با ۱۹ مهر ۱۳۸۷ طبق برنامه به روی پرده سینماهای جهان رفت. این فیلم برای نمایش در تلویزیون نیز خریداری شده‌است.

## جزئیات
- جیم جارموش، گلشیفته فراهانی را به مدیر انتخاب بازیگران فیلم معرفی کرده بود. جیم جارموش بعد از دیدن فیلم نیوه مانگ در جشنواره بین‌المللی فیلم سن‌سباستین در صحبتی که با مدیر انتخاب فیلم داشته از بازی خوب او در آن فیلم تمجید می‌کند و وی که به دنبال بازیگری با توانایی‌های بالا بوده به انتخاب گلشیفته فراهانی راغب می‌شود.[۱۷]
- اشتباهاتی در فیلم دیده می‌شود به‌طور مثال در یک صحنه در یک قهوه‌خانهٔ ترکیه‌ای در مونیخ آلمان برخی از بازیگران در حال خواندن روزنامه‌هایی با خط عربی دیده می‌شوند و آن‌ها روزنامه را از راست به چپ می‌خوانند این موضوع زمانی مشخص می‌شود که صفحهٔ روزنامه را می‌خواهند عوض کنند.[۱۸]
- فیلم در آمریکا به نام‌های «خانه دروغ‌ها»[۱۹] و «نفوذ»[۲۰] نیز مشهور است.[۱۸]
- فیلم به علت خشونت بیش از حد و برخی صحنه‌های شکنجه درجه R گرفته‌است.

## نقل قول‌ها
برگرفته از تریلر فیلم
- اد هافمن (با بازی راسل کرو): دنیای ما بسیار ساده‌تر از آنچه که فکر کنی قابل نابود کردن است.
- … برای آن‌که به سرانجامش برسانی باید فکر کنی.